# ISO 3166-2:BO

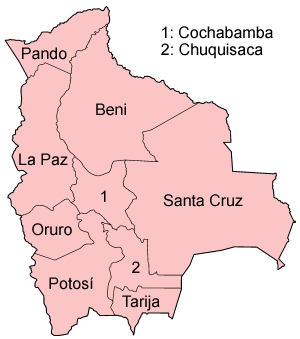
Bolivia departments named

ISO 3166-2:BO là chuẩn ISO định nghĩa mã địa lý. Nó là tập con của ISO 3166-2 áp dụng cho Bolivia, sử dụng trên 9 đơn vị hành chính của đất nước.

## Mã
| BO-B | El Beni Department    |
| BO-C | Cochabamba Department |
| BO-H | Chuquisaca Department |
| BO-L | La Paz Department     |
| BO-N | Pando Department      |
| BO-O | Oruro Department      |
| BO-P | Potosí Department     |
| BO-S | Santa Cruz Department |
| BO-T | Tarija Department     |

| Chuquisaca Department | BO-H |
| Cochabamba Department | BO-C |
| El Beni Department    | BO-B |
| La Paz Department     | BO-L |
| Oruro Department      | BO-O |
| Pando Department      | BO-N |
| Potosí Department     | BO-P |
| Santa Cruz Department | BO-S |
| Tarija Department     | BO-T |